# Élections cantonales de 1886 en Ille-et-Vilaine
Les élections cantonales françaises de 1886 se sont déroulées les 1er et 8 août 1886.

## Assemblée départementale sortante
| Parti                                        | Sigle   | Élus  |
| -------------------------------------------- | ------- | ----- |
| Républicains (27 sièges)                     |         |       |
| Républicains modérés                         | Rép.opp | 27 ↑3 |
| Monarchistes (13 sièges)                     |         |       |
| Légitimistes                                 | Légit.  | 12 ↓4 |
| Orléaniste                                   | Orléa.  | 1 =   |
| Bonapartistes (3 sièges)                     |         |       |
| Bonapartiste                                 | Bonap.  | 3 ↑1  |
| Président du conseil général                 |         |       |
| Félix Martin-Feuillée (Républicains modérés) |         |       |

## Assemblée départementale élue
| Parti                                        | Sigle   | Élus  |
| -------------------------------------------- | ------- | ----- |
| Républicains (27 sièges)                     |         |       |
| Républicains modérés                         | Rép.opp | 27 =  |
| Monarchistes (13 sièges)                     |         |       |
| Légitimistes                                 | Légit.  | 12 ↑1 |
| Orléaniste                                   | Orléa.  | 1 ↓1  |
| Bonapartistes (3 sièges)                     |         |       |
| Bonapartiste                                 | Bonap.  | 3 =   |
| Président du conseil général                 |         |       |
| Félix Martin-Feuillée (Républicains modérés) |         |       |

## Résultats pour le conseil général

### Arrondissement de Rennes

#### Canton de Rennes-Nord-Ouest
Eugène Pinault (Opportuniste), élu depuis 1859 démissionne en mars 1885 car il a été élu conseiller général du canton de Bécherel lors d'une élection partielle.
Lors de l'élection partielle organisée le 3 mai 1885 pour le remplacer, Léon Guérard (Répub.lib) est élu.
| Candidats | Candidats      | Étiquette    | Premier tour | Premier tour | Premier tour | Premier tour |
| Candidats | Candidats      | Étiquette    | Voix         | %            | Voix         | %            |
| --------- | -------------- | ------------ | ------------ | ------------ | ------------ | ------------ |
|           | Louis Martin   | Opportuniste | 1 734        | 49,64        | 1 884        | 50,96        |
|           | Léon Guérard * | Rép.libéral  | 1 584        | 45,35        | 1 683        | 45,52        |
|           |                |              |              |              |              |              |
| Inscrits  | Inscrits       | Inscrits     | 5 310        |              | 5 312        |              |
| Votants   | Votants        | Votants      | 3 515        | 66,20        | 3 782        | 71,20        |
| Exprimés  | Exprimés       | Exprimés     | 3 493        | 99,37        | 3 697        | 97,75        |

*sortant

#### Canton de Rennes-Sud-Ouest
Alphonse Marçais-Martin (Opportuniste) élu depuis 1879 meurt en 1885. Jean-Marie Maugère (Radical) est élu lors de la partielle qui suit.
|          | Jean-Marie Maugère             | Radical     | 1 851 | 51,92 |  |  |
|          | Auguste de la Motte du Portail | Monarchiste | 1 670 | 46,85 |  |  |
|          |                                |             |       |       |  |  |
| Inscrits | Inscrits                       | Inscrits    | 5 036 |       |  |  |
| Votants  | Votants                        | Votants     | 3 577 | 71,03 |  |  |
| Exprimés | Exprimés                       | Exprimés    | 3 565 | 99,67 |  |  |

*sortant

#### Canton de Hédé
|          | Édouard Malot * | Opportuniste | 1 606 | 98,53  |  |  |
|          |                 |              |       |        |  |  |
| Inscrits | Inscrits        | Inscrits     | 2 961 |        |  |  |
| Votants  | Votants         | Votants      | 1 630 | 55,05  |  |  |
| Exprimés | Exprimés        | Exprimés     | 1 606 | 100,00 |  |  |

*sortant

#### Canton de Liffré
|          | Eugène Gréset * | Opportuniste | 1 852 | 97,01 |  |  |
|          |                 |              |       |       |  |  |
| Inscrits | Inscrits        | Inscrits     | 2 839 |       |  |  |
| Votants  | Votants         | Votants      | 1 909 | 67,24 |  |  |
| Exprimés | Exprimés        | Exprimés     | 1 881 | 98,53 |  |  |

*sortant

#### Canton de Saint-Aubin-d'Aubigné
Eugène Courtois (Opportuniste) élu depuis 1864 démissionne en 1883. 
Émile Beillard (Opportuniste) est élu lors de l'élection partielle qui suit.
|          | Émile Beillard * | Opportuniste | 2 817 | 96,64 |  |  |
|          |                  |              |       |       |  |  |
| Inscrits | Inscrits         | Inscrits     | 4 433 |       |  |  |
| Votants  | Votants          | Votants      | 2 915 | 75,76 |  |  |
| Exprimés | Exprimés         | Exprimés     | 2 817 | 96,64 |  |  |

*sortant

### Arrondissement de Saint-Malo

#### Canton de Cancale
Prudent Fortin (Rép.libéral) élu depuis 1871 démissionne en 1884.
Louis Fauchon (Opportuniste) est élu lors de l'élection partielle qui suit, mais il meurt en début d'année 1886.
|          | Henry Le Joliff | Monarchiste      | 1 561 | 55,45 |  |  |
|          | Pierre Gautreau | Opportuniste (*) | 1 251 | 44,44 |  |  |
|          |                 |                  |       |       |  |  |
| Inscrits | Inscrits        | Inscrits         | 4 312 |       |  |  |
| Votants  | Votants         | Votants          | 2 821 | 65,42 |  |  |
| Exprimés | Exprimés        | Exprimés         | 2 815 | 99,79 |  |  |

*sortant

#### Canton de Combourg
|          | Alphonse Hervoches                       | Opportuniste | 1 680 | 53,66 |  |  |
|          | Louis Geoffroy de Chateaubriand (fils) * | Monarchiste  | 1 451 | 46,34 |  |  |
|          |                                          |              |       |       |  |  |
| Inscrits | Inscrits                                 | Inscrits     | 4 600 |       |  |  |
| Votants  | Votants                                  | Votants      | 3 150 | 68,48 |  |  |
| Exprimés | Exprimés                                 | Exprimés     | 3 131 | 99,40 |  |  |

*sortant

#### Canton de Pleine-Fougères
|          | François Brune * | Républicain libéral | 2 057 | 95,81 |  |  |
|          |                  |                     |       |       |  |  |
| Inscrits | Inscrits         | Inscrits            | 4 266 |       |  |  |
| Votants  | Votants          | Votants             | 2 147 | 50,33 |  |  |
| Exprimés | Exprimés         | Exprimés            | 2 070 | 96,41 |  |  |

*sortant

#### Canton de Saint-Servan
|          | François Lenormand * | Opportuniste | 1 151 | 55,10 |  |  |
|          | Paul Auguste Buret   | Monarchiste  | 938   | 44,90 |  |  |
|          |                      |              |       |       |  |  |
| Inscrits | Inscrits             | Inscrits     | 3 467 |       |  |  |
| Votants  | Votants              | Votants      | 2 113 | 60,95 |  |  |
| Exprimés | Exprimés             | Exprimés     | 2 089 | 98,86 |  |  |

*sortant

### Arrondissement de Fougères

#### Canton de Fougères-Sud
|          | Honoré Bertin * | Orléaniste   | 1 390 | 50,47 |  |  |
|          | Alfred Bazillon | Opportuniste | 1 359 | 49,35 |  |  |
|          |                 |              |       |       |  |  |
| Inscrits | Inscrits        | Inscrits     | 3 752 |       |  |  |
| Votants  | Votants         | Votants      | 2 781 | 74,12 |  |  |
| Exprimés | Exprimés        | Exprimés     | 2 754 | 99,03 |  |  |

*sortant

#### Canton de Louvigné-du-Désert
Jules Bochin (Orléaniste) élu depuis 1868 est mort en début d'année 1886.
|          | Ferdinand Baston de La Riboisière | Opportuniste | 1 882 | 68,61 |  |  |
|          | Gilles Patin                      | Monarchiste  | 847   | 30,88 |  |  |
|          |                                   |              |       |       |  |  |
| Inscrits | Inscrits                          | Inscrits     | 3 536 |       |  |  |
| Votants  | Votants                           | Votants      | 2 755 | 77,92 |  |  |
| Exprimés | Exprimés                          | Exprimés     | 2 743 | 99,56 |  |  |

*sortant

#### Canton de Saint-Brice-en-Coglès
|          | Théophile Roger-Morvaise * | Opportuniste | 2 271 | 94,00 |  |  |
|          |                            |              |       |       |  |  |
| Inscrits | Inscrits                   | Inscrits     | 3 921 |       |  |  |
| Votants  | Votants                    | Votants      | 2 416 | 61,62 |  |  |
| Exprimés | Exprimés                   | Exprimés     | 2 286 | 94,62 |  |  |

*sortant

### Arrondissement de Vitré

#### Canton de Vitré-Ouest
|          | Waldeck Lemoyne de La Borderie * | Monarchiste | 2 201 | 96,07 |  |  |
|          |                                  |             |       |       |  |  |
| Inscrits | Inscrits                         | Inscrits    | 3 348 |       |  |  |
| Votants  | Votants                          | Votants     | 2 291 | 68,43 |  |  |
| Exprimés | Exprimés                         | Exprimés    | 2 233 | 97,47 |  |  |

*sortant

#### Canton de Châteaubourg
|          | Paul du Bourg *   | Monarchiste  | 1 019 | 61,13 |  |  |
|          | Charles Guillaume | Opportuniste | 646   | 38,75 |  |  |
|          |                   |              |       |       |  |  |
| Inscrits | Inscrits          | Inscrits     | 1 920 |       |  |  |
| Votants  | Votants           | Votants      | 1 676 | 87,29 |  |  |
| Exprimés | Exprimés          | Exprimés     | 1 667 | 99,46 |  |  |

*sortant

#### Canton de Retiers
Félix Beuscher (Opportuniste) élu depuis 1871 meurt en 1884. Jules Roulleaux (Opportuniste) est élu lors de la partielle qui suit.
|          | Jules Roulleaux * | Opportuniste | 2 020 | 95,37 |  |  |
|          |                   |              |       |       |  |  |
| Inscrits | Inscrits          | Inscrits     | 4 265 |       |  |  |
| Votants  | Votants           | Votants      | 2 118 | 49,66 |  |  |
| Exprimés | Exprimés          | Exprimés     | 2 078 | 98,11 |  |  |

*sortant

### Arrondissement de Redon

#### Canton de Bain-de-Bretagne
|          | Henri Guérin (fils) * | Opportuniste | 2 270 | 97,05 |  |  |
|          |                       |              |       |       |  |  |
| Inscrits | Inscrits              | Inscrits     | 4 504 |       |  |  |
| Votants  | Votants               | Votants      | 2 339 | 51,93 |  |  |
| Exprimés | Exprimés              | Exprimés     | 2 273 | 97,18 |  |  |

*sortant

#### Canton de Grand-Fougeray
|          | Charles Billot * | Monarchiste | 980   | 93,07 |  |  |
|          |                  |             |       |       |  |  |
| Inscrits | Inscrits         | Inscrits    | 2 072 |       |  |  |
| Votants  | Votants          | Votants     | 1 053 | 50,82 |  |  |
| Exprimés | Exprimés         | Exprimés    | 980   | 93,07 |  |  |

*sortant

#### Canton du Sel-de-Bretagne
M. de Langle n'était pas candidat.
|          | René Brice * | Opportuniste | 950   | 84,60 |  |  |
|          | M. de Langle | Monarchiste  | 173   | 15,40 |  |  |
|          |              |              |       |       |  |  |
| Inscrits | Inscrits     | Inscrits     | 1 791 |       |  |  |
| Votants  | Votants      | Votants      | 1 142 | 63,76 |  |  |
| Exprimés | Exprimés     | Exprimés     | 1 123 | 98,34 |  |  |

*sortant

#### Canton de Pipriac
Jean-Baptiste Lelièvre (Opportuniste) élu depuis 1871 est mort en début d'année 1886.
|          | Alphonse de Callac | Monarchiste      | 1 821 | 61,01 |  |  |
|          | Louis Lebreton     | Opportuniste (*) | 1 164 | 38,99 |  |  |
|          |                    |                  |       |       |  |  |
| Inscrits | Inscrits           | Inscrits         | 4 053 |       |  |  |
| Votants  | Votants            | Votants          | 2 998 | 73,97 |  |  |
| Exprimés | Exprimés           | Exprimés         | 2 985 | 99,57 |  |  |

*sortant

### Arrondissement de Montfort

#### Canton de Bécherel
Louis Poinçon de la Blanchardière Jan de la Hamelinaye (Monarchiste) élu depuis 1871 est mort en 1884. Eugène Pinault (Rép.libéral), conseiller général du canton de Rennes-Nord-Ouest est élu lors de la partielle qui suit.
|          | Eugène Pinault * | Rép.libéral | 1 403 | 89,76 |  |  |
|          |                  |             |       |       |  |  |
| Inscrits | Inscrits         | Inscrits    | 2 841 |       |  |  |
| Votants  | Votants          | Votants     | 1 563 | 55,02 |  |  |
| Exprimés | Exprimés         | Exprimés    | 1 494 | 95,59 |  |  |

*sortant

#### Canton de Plélan-le-Grand
|          | François Aubry | Monarchiste  | 1 870 | 67,00 |  |  |
|          | Désiré André * | Opportuniste | 916   | 32,82 |  |  |
|          |                |              |       |       |  |  |
| Inscrits | Inscrits       | Inscrits     | 3 791 |       |  |  |
| Votants  | Votants        | Votants      | 2 800 | 73,86 |  |  |
| Exprimés | Exprimés       | Exprimés     | 2 791 | 99,68 |  |  |

*sortant

## Résultats pour les conseils d'arrondissements

### Arrondissement de Rennes

#### Canton de Rennes-Nord-Est
- Conseiller sortant : Anatole Hamard (Opportuniste), élu depuis 1881.

- Julien Templé (Opportuniste) élu en 1880 décède le 26 janvier 1881. Lors de la partielle organisée le 23 mars 1881 pour le remplacer Anatole Hamard (Opportuniste) est élu.

|          | François Maugé     | Opportuniste | 1 852 | 53,76 |  |  |  |
|          | Valentin Tiercelin | Monarchiste  | 1 487 | 43,16 |  |  |  |
|          |                    |              |       |       |  |  |  |
| Inscrits | Inscrits           | Inscrits     | 5 380 |       |  |  |  |
| Votants  | Votants            | Votants      | 3 458 | 64,28 |  |  |  |
| Exprimés | Exprimés           | Exprimés     | 3 445 | 99,62 |  |  |  |

*sortant

#### Canton de Rennes-Sud-Est
- Conseiller sortant : Louis Miniac-Péchot (Opportuniste), élu depuis 1878, ne se représente pas.

- Jean-Marie Maugère et Auguste de la Motte du Portail sont candidats pour le conseil Général dans le Canton de Rennes-Sud-Ouest.

|          | Louis Bilard                   | Opportuniste | 1 919 | 78,55 |  |  |  |
|          | Auguste de la Motte du Portail | Monarchiste  | 171   | 7,16  |  |  |  |
|          | Jean-Marie Maugère             | Opportuniste | 169   | 7,07  |  |  |  |
|          |                                |              |       |       |  |  |  |
| Inscrits | Inscrits                       | Inscrits     | 5 038 |       |  |  |  |
| Votants  | Votants                        | Votants      | 2 443 | 48,49 |  |  |  |
| Exprimés | Exprimés                       | Exprimés     | 2 389 | 97,79 |  |  |  |

*sortant

#### Canton de Châteaugiron
- Conseiller sortant : Léon Launay (Union républicaine), élu depuis 1871.

|          | Léon Launay * | Union républicaine | 1 009 | 53,22 |  |  |  |
|          | Henri Cosnard | Monarchiste        | 887   | 46,78 |  |  |  |
|          |               |                    |       |       |  |  |  |
| Inscrits | Inscrits      | Inscrits           | 2 527 |       |  |  |  |
| Votants  | Votants       | Votants            | 1 918 | 75,90 |  |  |  |
| Exprimés | Exprimés      | Exprimés           | 1 896 | 98,85 |  |  |  |

*sortant

#### Canton de Janzé
- Conseiller sortant : Désiré Arondel (Monarchiste), élu depuis 1875.

|          | Désiré Arondel * | Monarchiste | 1 962 | 90,67 |  |  |  |
|          |                  |             |       |       |  |  |  |
| Inscrits | Inscrits         | Inscrits    | 3 572 |       |  |  |  |
| Votants  | Votants          | Votants     | 2 164 | 60,58 |  |  |  |
| Exprimés | Exprimés         | Exprimés    | 2 026 | 93,62 |  |  |  |

*sortant

#### Canton de Mordelles
- Conseiller sortant : Albert de Freslon (Monarchiste), élu depuis 1884.

- Roger de Freslon (Monarchiste) élu depuis 1880 démissionne en 1884. Une partielle est organisée le 10 février 1884 pour le remplacer, Albert de Freslon, son frère, est élu.

|          | Albert de Freslon * | Monarchiste | 1 097 | 98,21 |  |  |  |
|          |                     |             |       |       |  |  |  |
| Inscrits | Inscrits            | Inscrits    | 1 797 |       |  |  |  |
| Votants  | Votants             | Votants     | 1 117 | 62,16 |  |  |  |
| Exprimés | Exprimés            | Exprimés    | 1 097 | 98,21 |  |  |  |

*sortant

### Arrondissement de Saint-Malo

#### Canton de Saint-Malo
- Conseiller sortant : Ernest Duval (Opportuniste), élu depuis 1883.

- Louis Martin (Union républicaine), élu depuis 1874 démissionne en 1883 pour se présenter au Conseil Général. Lors de la partielle du 21 octobre 1883, Ernest Duval (Opportuniste) est élu.

- Pas de PV du scrutin de ballotage.

| Candidats | Candidats         | Étiquette    | Premier tour | Premier tour | Ballotage | Ballotage |  |
| Candidats | Candidats         | Étiquette    | Voix         | %            | Voix      | %         |  |
| --------- | ----------------- | ------------ | ------------ | ------------ | --------- | --------- |  |
|           | Charles Thomazeau | Opportuniste | 884          | 40,79        |           |           |  |
|           | Édouard Carignel  | Monarchiste  | 810          | 37,38        |           |           |  |
|           | Ernest Duval *    | Opportuniste | 472          | 21,78        |           |           |  |
|           |                   |              |              |              |           |           |  |
| Inscrits  | Inscrits          | Inscrits     | 3 209        |              | 3 209     |           |  |
| Votants   | Votants           | Votants      | 2 175        | 67,78        |           |           |  |
| Exprimés  | Exprimés          | Exprimés     | 2 167        | 99,63        |           |           |  |

*sortant

#### Canton de Châteauneuf-d'Ille-et-Vilaine
- Conseiller sortant : Gustave Gouyon de Beaufort (Monarchiste), élu depuis 1871.

|          | Gustave Gouyon de Beaufort * | Monarchiste  | 1 153 | 51,89  |  |  |  |
|          | Julien Galène                | Opportuniste | 1 062 | 47,80  |  |  |  |
|          |                              |              |       |        |  |  |  |
| Inscrits | Inscrits                     | Inscrits     | 3 287 |        |  |  |  |
| Votants  | Votants                      | Votants      | 2 222 | 67,60  |  |  |  |
| Exprimés | Exprimés                     | Exprimés     | 2 222 | 100,00 |  |  |  |

*sortant

#### Canton de Dinard-Saint-Énogat
- Conseiller sortant : Hippolyte Leménager (Monarchiste), élu depuis 1880 ne se représente pas.

- La ville de Saint-Énogat prend le nom de Dinard-Saint-Énogat en 1879 et devient le nouveau chef-lieu de canton à la place de la ville de Pleurtuit.

- Alphonse Ollivier se retire avant le scrutin de ballotage.

| Candidats | Candidats         | Étiquette    | Premier tour | Premier tour | Ballotage | Ballotage |  |
| Candidats | Candidats         | Étiquette    | Voix         | %            | Voix      | %         |  |
| --------- | ----------------- | ------------ | ------------ | ------------ | --------- | --------- |  |
|           | Alphonse Ollivier | Opportuniste | 775          | 60,36        | 307       | 28,72     |  |
|           | Julien Merdrignac | Opportuniste | 493          | 38,40        | 750       | 70,16     |  |
|           |                   |              |              |              |           |           |  |
| Inscrits  | Inscrits          | Inscrits     | 3 429        |              | 3 429     |           |  |
| Votants   | Votants           | Votants      | 1 325        | 38,64        | 1 091     | 31,82     |  |
| Exprimés  | Exprimés          | Exprimés     | 1 284        | 96,91        | 1 069     | 97,98     |  |

*sortant

#### Canton de Dol-de-Bretagne
- Conseiller sortant : Pierre Flaux (Opportuniste), élu depuis 1878.

|          | Pierre Flaux * | Opportuniste | 2 253 | 98,26 |  |  |  |
|          |                |              |       |       |  |  |  |
| Inscrits | Inscrits       | Inscrits     | 4 363 |       |  |  |  |
| Votants  | Votants        | Votants      | 2 293 | 52,56 |  |  |  |
| Exprimés | Exprimés       | Exprimés     | 2 276 | 99,26 |  |  |  |

*sortant

#### Canton de Tinténiac
- Conseiller sortant : Alexandre Robiou (Monarchiste), élu depuis 1871.

|          | Alexandre Robiou * | Monarchiste | 1 540 | 97,53 |  |  |  |
|          |                    |             |       |       |  |  |  |
| Inscrits | Inscrits           | Inscrits    | 3 051 |       |  |  |  |
| Votants  | Votants            | Votants     | 1 579 | 51,75 |  |  |  |
| Exprimés | Exprimés           | Exprimés    | 1 540 | 97,53 |  |  |  |

*sortant

### Arrondissement de Fougères
- Il doit y avoir au moins neuf conseillers par arrondissement, celui de Fougères ne comptant que six cantons, trois sièges sont ajoutés aux cantons les plus peuplés.

#### Canton de Fougères-Nord
- Conseillers sortants : Arthur Lecler (Monarchiste), élu depuis 1871 et François Montel (Monarchiste), élu depuis 1873 qui ne se représente pas.

- Alfred Bazillon n'est pas candidat.

|          | Arthur Leclerc *                | Monarchiste  | 2 256 | 96,00 |  |  |  |
|          | Georges Le Pannetier de Roissay | Monarchiste  | 2 203 | 93,75 |  |  |  |
|          | Alfred Bazillon                 | Opportuniste | 97    | 4,29  |  |  |  |
|          |                                 |              |       |       |  |  |  |
| Inscrits | Inscrits                        | Inscrits     | 4 254 |       |  |  |  |
| Votants  | Votants                         | Votants      | 2 350 | 55,24 |  |  |  |
| Exprimés | Exprimés                        | Exprimés     | 2 263 | 96,30 |  |  |  |

*sortant

#### Canton d'Antrain
- Conseillers sortants : Émile Ferron (Opportuniste), élu depuis 1878 et Ambroise Brard (Opportuniste), élu depuis 1880.

|          | René Delafosse        | Monarchiste  | 1 884 | 53,77 |  |  |  |
|          | François Le Pennetier | Monarchiste  | 1 821 | 51,97 |  |  |  |
|          | Émile Ferron *        | Opportuniste | 1 640 | 46,80 |  |  |  |
|          | Ambroise Brard *      | Opportuniste | 1 630 | 46,52 |  |  |  |
|          |                       |              |       |       |  |  |  |
| Inscrits | Inscrits              | Inscrits     | 4 443 |       |  |  |  |
| Votants  | Votants               | Votants      | 3 520 | 79,23 |  |  |  |
| Exprimés | Exprimés              | Exprimés     | 3 504 | 99,55 |  |  |  |

*sortant

#### Canton de Saint-Aubin-du-Cormier
- Conseiller sortant : François Hamon (Opportuniste), élu depuis 1883 ne se représente pas.

- Alexandre Duver (Orléaniste), élu depuis 1871 démissionne le 8 septembre 1880. Lors de la partielle organisée le 31 octobre 1880, Jean-Baptiste Divel (Opportuniste) est élu.

- Jean-Baptiste Divel (Opportuniste) est élu conseiller général en aout 1883. Lors de la partielle organisée le 21 octobre 1883 pour le remplacer, François Hamon (Opportuniste) est élu.

|          | Jean Denis       |              | 1 042 | 50,73  |  |  |  |
|          | Ernest Rousselot | Opportuniste | 999   | 48,64  |  |  |  |
|          |                  |              |       |        |  |  |  |
| Inscrits | Inscrits         | Inscrits     | 2 857 |        |  |  |  |
| Votants  | Votants          | Votants      | 2 054 | 71,89  |  |  |  |
| Exprimés | Exprimés         | Exprimés     | 2 054 | 100,00 |  |  |  |

*sortant

### Arrondissement de Vitré
- Il doit y avoir au moins neuf conseillers par arrondissement, celui de Vitré ne comptant que six cantons, trois sièges sont ajoutés aux cantons les plus peuplés.

#### Canton de Vitré-Est
- Conseillers sortants : Anatole de Berthois (Orléaniste), élu depuis 1871 et A. de Lantivy (Monarchiste), élus depuis 1878.

|          | Anatole de Berthois * | Orléaniste  | 2 027 | 93,93 |  |  |  |
|          | A. de Lantivy *       | Monarchiste | 1 957 | 90,69 |  |  |  |
|          |                       |             |       |       |  |  |  |
| Inscrits | Inscrits              | Inscrits    | 3 517 |       |  |  |  |
| Votants  | Votants               | Votants     | 2 158 | 61,36 |  |  |  |
| Exprimés | Exprimés              | Exprimés    | 2 073 | 96,06 |  |  |  |

*sortant

#### Canton d'Argentré-du-Plessis
- Conseiller sortant : Victor Vallet-Laflèche (Monarchiste), élu depuis 1878.

|          | Victor Vallet-Laflèche * | Monarchiste | 2 380 | 99,67 |  |  |  |
|          |                          |             |       |       |  |  |  |
| Inscrits | Inscrits                 | Inscrits    | 3 265 |       |  |  |  |
| Votants  | Votants                  | Votants     | 2 388 | 73,14 |  |  |  |
| Exprimés | Exprimés                 | Exprimés    | 2 382 | 99,75 |  |  |  |

*sortant

#### Canton de la Guerche-de-Bretagne
- Conseillers sortants : Émile Hévin (Monarchiste), élu depuis 1874 et François Heinry (Monarchiste), élu depuis 1881.

- Fernand Desprès (ex Bonapartiste) élu depuis 1874 est élu conseiller général en janvier 1881. Lors de la partielle du 10 juillet 1881 organisée pour le remplacer François Heinry (Monarchiste) est élu.

|          | Émile Hévin *     | Monarchiste | 2 376 | 96,66 |  |  |  |
|          | François Heinry * | Monarchiste | 2 374 | 96,58 |  |  |  |
|          |                   |             |       |       |  |  |  |
| Inscrits | Inscrits          | Inscrits    | 3 955 |       |  |  |  |
| Votants  | Votants           | Votants     | 2 458 | 62,15 |  |  |  |
| Exprimés | Exprimés          | Exprimés    | 2 411 | 98,09 |  |  |  |

*sortant

### Arrondissement de Redon
- Il doit y avoir au moins neuf conseillers par arrondissement, celui de Redon ne comptant que sept cantons, deux sièges sont ajoutés à chacun des cantons les plus peuplés.

#### Canton de Redon
- Conseillers sortants : Louis Mabon (Opportuniste) élu depuis 1884 et Léonce de Gibon (Monarchiste), élu depuis 1874 qui ne se représente pas.

- Émile Normand (Opportuniste) élu depuis 1874 est élu conseiller général en 1884. Lors de la partielle organisée le 7 décembre 1884 pour le remplacer Louis Mabon (Opportuniste).

|          | Jean Garnier    | Monarchiste  | 1 931 | 58,16  |  |  |  |
|          | François Lagrée | Monarchiste  | 1 899 | 57,20  |  |  |  |
|          | Louis Mabon *   | Opportuniste | 1 397 | 42,08  |  |  |  |
|          | Félix Bouchet   | Opportuniste | 1 377 | 41,48  |  |  |  |
|          |                 |              |       |        |  |  |  |
| Inscrits | Inscrits        | Inscrits     | 4 165 |        |  |  |  |
| Votants  | Votants         | Votants      | 3 044 | 73,09  |  |  |  |
| Exprimés | Exprimés        | Exprimés     | 3 044 | 100,00 |  |  |  |

*sortant

#### Canton de Guichen
- Conseiller sortant : Joseph Boutin (Opportuniste), élu depuis 1871.

|          | Joseph Boutin * | Opportuniste | 2 325 | 99,02 |  |  |  |
|          |                 |              |       |       |  |  |  |
| Inscrits | Inscrits        | Inscrits     | 4 337 |       |  |  |  |
| Votants  | Votants         | Votants      | 2 348 | 54,14 |  |  |  |
| Exprimés | Exprimés        | Exprimés     | 2 328 | 99,15 |  |  |  |

*sortant

#### Canton de Maure-de-Bretagne
- Conseiller sortant : François Barbotin (Monarchiste), élu depuis 1871.

|          | François Barbotin * | Monarchiste | 1 743 | 93,86 |  |  |  |
|          |                     |             |       |       |  |  |  |
| Inscrits | Inscrits            | Inscrits    | 2 821 |       |  |  |  |
| Votants  | Votants             | Votants     | 1 857 | 65,83 |  |  |  |
| Exprimés | Exprimés            | Exprimés    | 1 828 | 98,44 |  |  |  |

*sortant

### Arrondissement de Montfort
- Il doit y avoir au moins neuf conseillers par arrondissement, celui de Montfort ne comptant que cinq cantons, quatre sièges sont ajoutés aux quatre cantons les plus peuplés.

#### Canton de Montfort-sur-Meu
- Conseillers sortants : Albert Cottin (Monarchiste), élu depuis 1883 et Georges de Cintré (Monarchiste), élu depuis 1885.

- Ernest Juguet (Bonapartiste) élu depuis 1875 est élu conseiller général en 1883. Une partielle est organisée pour le remplacer le 21 octobre 1883, elle est remportée par Albert Cottin (Monarchiste).

- Armand Porteu de la Morandière (Monarchiste) élu depuis 1871 décède le 4 juillet 1885. Lors de la partielle organisée pour le remplacer le 30 aout 1885 Georges de Cintré (Monarchiste) est élu.

|          | Albert Cottin *     | Monarchiste | 2 095 | 90,77 |  |  |  |
|          | Georges de Cintré * | Monarchiste | 2 068 | 89,60 |  |  |  |
|          |                     |             |       |       |  |  |  |
| Inscrits | Inscrits            | Inscrits    | 3 823 |       |  |  |  |
| Votants  | Votants             | Votants     | 2 308 | 60,37 |  |  |  |
| Exprimés | Exprimés            | Exprimés    | 2 163 | 93,72 |  |  |  |

*sortant

#### Canton de Montauban-de-Bretagne
- Conseiller sortant : Pierre Pellois (Opportuniste), élu depuis 1880.

|          | François Rosselin | Monarchiste  | 1 036 | 53,02 |  |  |  |
|          | Pierre Pellois *  | Opportuniste | 885   | 45,29 |  |  |  |
|          |                   |              |       |       |  |  |  |
| Inscrits | Inscrits          | Inscrits     | 2 527 |       |  |  |  |
| Votants  | Votants           | Votants      | 1 987 | 78,63 |  |  |  |
| Exprimés | Exprimés          | Exprimés     | 1 954 | 98,34 |  |  |  |

*sortant

#### Canton de Saint-Méen-le-Grand
- Conseillers sortants : François Ronsin (Opportuniste) élu en 1877 et François Letellier (Opportuniste), élu depuis 1878 qui ne se représente pas.

|          | Aimé Robert           | Monarchiste  | 1 325 | 56,60  |  |  |  |
|          | Jean-Baptiste Pinault | Monarchiste  | 1 322 | 56,47  |  |  |  |
|          | François Ronsin *     | Opportuniste | 985   | 42,08  |  |  |  |
|          | Michel Legendre       | Opportuniste | 983   | 41,99  |  |  |  |
|          |                       |              |       |        |  |  |  |
| Inscrits | Inscrits              | Inscrits     | 3 154 |        |  |  |  |
| Votants  | Votants               | Votants      | 2 341 | 74,22  |  |  |  |
| Exprimés | Exprimés              | Exprimés     | 2 341 | 100,00 |  |  |  |

*sortant